# Lior
Lior (hebräisch לִיאוֹר) ist ein hebräischer geschlechtsneutraler Vorname mit der Bedeutung „mein Licht“ oder „Ich habe (ein) Licht“. Weibliche Namensformen sind „Orli“ und „Liora“.

## Namensträger

### Männlicher Vorname
- Lior Ashkenazi (* 1968), israelischer Schauspieler
- Lior Eliyahu (* 1985), israelischer Basketballspieler
- Lior Etter (* 1990), Schweizer Ex-Fußballspieler
- Lior Lev (* 1969), israelischer Tänzer und Choreograf
- Lior Lifschitz (* 1984), israelischer Basketballspieler
- Lior Navok (* 1971), israelischer klassischer Komponist und Dirigent
- Lior Raz (* 1971), israelischer Schauspieler und Drehbuchautor
- Lior Refaelov (* 1986), israelischer Fußballspieler
- Lior Shambadal (* 1950), israelischer Dirigent
- Lior Shamriz (* 1978), israelischer Filmregisseur und Drehbuchautor
- Lior Suchard (* 1981), israelischer Mentalist

### Familienname
- Dov Lior (* 1933), israelischer Rabbiner und Autor
- Jamari Lior, deutsche Fotokünstlerin, -dozentin und -journalistin